# Лондонски споразум (1913)
Лондонски споразум o миру закључен 30. маја 1913. после Првог балканског рата између Србије, Бугарске, Грчке и Црне Горе, са једне стране, и Османског царства, са друге стране. Овим уговором Османско царство се одрекло свих европских провинција западно од линије Енос—Мидија.

## Услови
Услови које су спроводиле велике силе су били:
- Сва европска територија Османског царства западно од линије између Еноса на Егејском мору и Мидије на Црном мору предата је Балканском савезу, изузев Албаније.
- Османско острво Крит уступљено је Грчкој, док је великим силама препуштено да одређују судбину осталих острва у Егејском мору.
- Границе Албаније и сва друга питања у вези са Албанијом требало је да ријеше велике силе.

Међутим, подјела територија уступљених Балканском савезу није разматрана споразумом, а Србија је одбила да изврши подјелу договорену с Бугарском њиховим међусобним споразумом из марта 1912. године. Као резултат бугарског незадовољства дефакто војном подјелом Македоније, избио је Други балкански рат 16. јуна 1913. године. Бугари су поражени, а Османлије су донекле успјеле заузети територије западно од линије Енос—Мидија. Коначан мир је договорен Букурешким миром 12. августа 1913. године. Између Бугара и Османлија закључен је посебан споразум, Цариградски мир, којим су у великој мјери дефинисане данашње границе између двије земље.